# 豊岡都市圏
豊岡都市圏 (とよおかとしけん) は、兵庫県豊岡市を中心とする都市圏の総称。兵庫県北部における中核的な都市圏である。

## 概要
豊岡市全域と、香住町の一部や京都府京丹後市久美浜町を経済圏におさめる都市圏で、周辺市町村からの流入も多い。兵庫県北部では最も大きい商圏規模があり、舞鶴都市圏と並び北近畿を代表する都市圏の1つである。豊岡市には国や県の出先機関の多くが設置されている。

## 定義
一般的な都市圏の定義については都市圏を参照のこと。

### 「10% 都市圏（通勤圏）」
豊岡市を中心とする都市雇用圏 (10% 通勤圏) の人口は13万1789人 (2010年国勢調査基準)。
都市雇用圏 (10% 通勤圏) の変遷
- 10% 通勤圏に入っていない自治体は、各統計年の欄で灰色かつ「-」で示す。

| 府県   | 自治体 ('80 - '00) | 1980年                | 1990年                | 1995年                | 2000年                 | 2005年                | 2010年                 | 自治体 （現在） |
| ------ | ------------------ | --------------------- | --------------------- | --------------------- | ---------------------- | --------------------- | ---------------------- | --------------- |
| 兵庫県 | 八鹿町             | -                     | -                     | -                     | -                      | -                     | 豊岡 都市圏 13万1789人 | 養父市          |
| 兵庫県 | 養父町             | -                     | -                     | -                     | -                      | -                     | 豊岡 都市圏 13万1789人 | 養父市          |
| 兵庫県 | 大屋町             | -                     | -                     | -                     | -                      | -                     | 豊岡 都市圏 13万1789人 | 養父市          |
| 兵庫県 | 関宮町             | -                     | -                     | -                     | -                      | -                     | 豊岡 都市圏 13万1789人 | 養父市          |
| 兵庫県 | 村岡町             | -                     | -                     | -                     | -                      | -                     | 豊岡 都市圏 13万1789人 | 香美町          |
| 兵庫県 | 美方町             | -                     | -                     | -                     | -                      | -                     | 豊岡 都市圏 13万1789人 | 香美町          |
| 兵庫県 | 香住町             | -                     | -                     | -                     | 豊岡 都市圏 11万8565人 | -                     | 豊岡 都市圏 13万1789人 | 香美町          |
| 兵庫県 | 豊岡市             | 豊岡 都市圏 8万9714人 | 豊岡 都市圏 8万7825人 | 豊岡 都市圏 9万3859人 | 豊岡 都市圏 11万8565人 | 豊岡 都市圏 8万9208人 | 豊岡 都市圏 13万1789人 | 豊岡市          |
| 兵庫県 | 竹野町             | 豊岡 都市圏 8万9714人 | 豊岡 都市圏 8万7825人 | 豊岡 都市圏 9万3859人 | 豊岡 都市圏 11万8565人 | 豊岡 都市圏 8万9208人 | 豊岡 都市圏 13万1789人 | 豊岡市          |
| 兵庫県 | 日高町             | 豊岡 都市圏 8万9714人 | 豊岡 都市圏 8万7825人 | 豊岡 都市圏 9万3859人 | 豊岡 都市圏 11万8565人 | 豊岡 都市圏 8万9208人 | 豊岡 都市圏 13万1789人 | 豊岡市          |
| 兵庫県 | 城崎町             | 豊岡 都市圏 8万9714人 | 豊岡 都市圏 8万7825人 | 豊岡 都市圏 9万3859人 | 豊岡 都市圏 11万8565人 | 豊岡 都市圏 8万9208人 | 豊岡 都市圏 13万1789人 | 豊岡市          |
| 兵庫県 | 出石町             | 豊岡 都市圏 8万9714人 | 豊岡 都市圏 8万7825人 | 豊岡 都市圏 9万3859人 | 豊岡 都市圏 11万8565人 | 豊岡 都市圏 8万9208人 | 豊岡 都市圏 13万1789人 | 豊岡市          |
| 兵庫県 | 但東町             | -                     | -                     | 豊岡 都市圏 9万3859人 | 豊岡 都市圏 11万8565人 | 豊岡 都市圏 8万9208人 | 豊岡 都市圏 13万1789人 | 豊岡市          |
| 京都府 | 久美浜町           | -                     | -                     | -                     | 豊岡 都市圏 11万8565人 | -                     | -                      | 京丹後市        |
| 京都府 | 大宮町             | -                     | -                     | -                     | -                      | -                     | -                      | 京丹後市        |
| 京都府 | 峰山町             | -                     | -                     | -                     | -                      | -                     | -                      | 京丹後市        |
| 京都府 | 丹後町             | -                     | -                     | -                     | -                      | -                     | -                      | 京丹後市        |
| 京都府 | 網野町             | -                     | -                     | -                     | -                      | -                     | -                      | 京丹後市        |
| 京都府 | 弥栄町             | -                     | -                     | -                     | -                      | -                     | -                      | 京丹後市        |

- 2004年4月1日：
  - 養父郡八鹿町、養父町、大屋町、関宮町が合併して養父市となる。
  - 熊野郡久美浜町、中郡大宮町、峰山町、竹野郡網野町、丹後町、弥栄町が新設合併して京丹後市となる。
- 2005年4月1日：
  - 豊岡市、城崎郡城崎町、竹野町、日高町、出石郡出石町、但東町が新設合併して豊岡市となる。
  - 美方郡美方町、村岡町、城崎郡香住町が新設合併して美方郡香美町となる。

### 行政の取り組み
豊岡市は養父市、朝来市、香美町、新温泉町との間で協定を結び、但馬定住自立圏を形成している。